# Mark Darr
Mark A. Darr (* 3. Juli 1973 in Fort Smith, Arkansas) ist ein US-amerikanischer Politiker. Seit 2011 ist er Vizegouverneur des Bundesstaates Arkansas.

## Werdegang
Mark Darr besuchte die Mansfield High School und studierte danach an der Quachita Baptist University in Arkadelphia. Politisch wurde er Mitglied der Republikanischen Partei. Bis zu seiner Wahl zum Vizegouverneur seines Staates bekleidete er kein öffentliches Amt. Er ist Versicherungsvertreter sowie Mitbesitzer zweier Restaurants in Rogers.
Im Jahr 2010 wurde Darr zum Vizegouverneur des Staates Arkansas gewählt. Dieses Amt bekleidet er seit 2011. Dabei ist er Stellvertreter des demokratischen Gouverneurs Mike Beebe und Vorsitzender des Staatssenats. Im August 2013 erwog Darr seine Kandidatur für die Kongresswahlen des Jahres 2014. Er zog diese Bewerbung aber zurück, als kritische Stimmen seine Finanzierung der Wahl zum Vizegouverneur hinterfragten. Über eine mögliche erneute Kandidatur für das Amt des Vizegouverneurs im Jahr 2014 hat er noch nicht entschieden.
Mark Darr ist verheiratet und Vater von zwei Kindern. Er ist Mitglied der National Rifle Association.